# 6501 Isonzo
6501 Isonzo eller 1993 XD är en asteroid i huvudbältet som upptäcktes den 5 december 1993 av Farra d'Isonzo-observatoriet i Farra d'Isonzo. Den är uppkallad efter floden Isonzo.
Asteroiden har en diameter på ungefär 2 kilometer och den tillhör asteroidgruppen Vesta.